# La signora dalle camelie (film 1926)
La signora dalle camelie (Camille) è un film muto del 1926 diretto da Fred Niblo. Tratto dal romanzo La signora delle camelie di Alexandre Dumas fils, ha come protagonista Norma Talmadge.
Del film, considerato perduto, sono stati trovati tre rulli del negativo originale in nitrato in 35 mm.

## Trama
A un'asta dei beni appartenuti alla defunta Camille, Armand ritrova il diario di quella che è stata la sua amante.

## Produzione
Il film venne girato a Los Angeles all'Iverson Ranch, Chatsworth, prodotto dalla Norma Talmadge Film Corporation.

## Distribuzione
La First National Pictures distribuì il film, presentandolo in prima il 18 dicembre 1926. In Italia uscì nel gennaio 1928.

### Date di uscita
- USA	18 dicembre 1926	 (première)
- Austria	1927
- Germania	1927
- USA	4 settembre 1927
- Finlandia	25 dicembre 1927
- Portogallo	10 aprile 1929

Alias
- La dama de las camelias	Argentina / Venezuela
- A Dama das Camélias	Portogallo
- Dama kameliowa	Polonia
- Die Königin der Kokotten	Austria
- Die Kameliendame	    Germania
- I kyria me tas kamelias	  Grecia
- Margarita Gautier	 Spagna

## Censura
Per la versione da distribuire in Italia, la censura italiana ordinò di sopprimere nel terzo atto, dalla scena della cena, tutti i quadri in cui si vedono i convitati toccare sotto il tavolo, le gambe delle donne.